# Combleux
Combleux é uma comuna francesa na região administrativa do Centro, no departamento Loiret. Estende-se por uma área de 1,1 km². Em 2010 a comuna tinha 514 habitantes (densidade: 467,3 hab./km²).